# 交通部電信總局
交通部電信總局（簡稱電信總局、或直稱電信局）為中華民國過往有關電信事務的最高主管機關，隸屬於交通部，1932年成立。原同時負責電信事業的管理與經營，在1996年將經營部門分割成立中華電信，之後在2006年因應國家通訊傳播委員會的成立而解散。

## 沿革

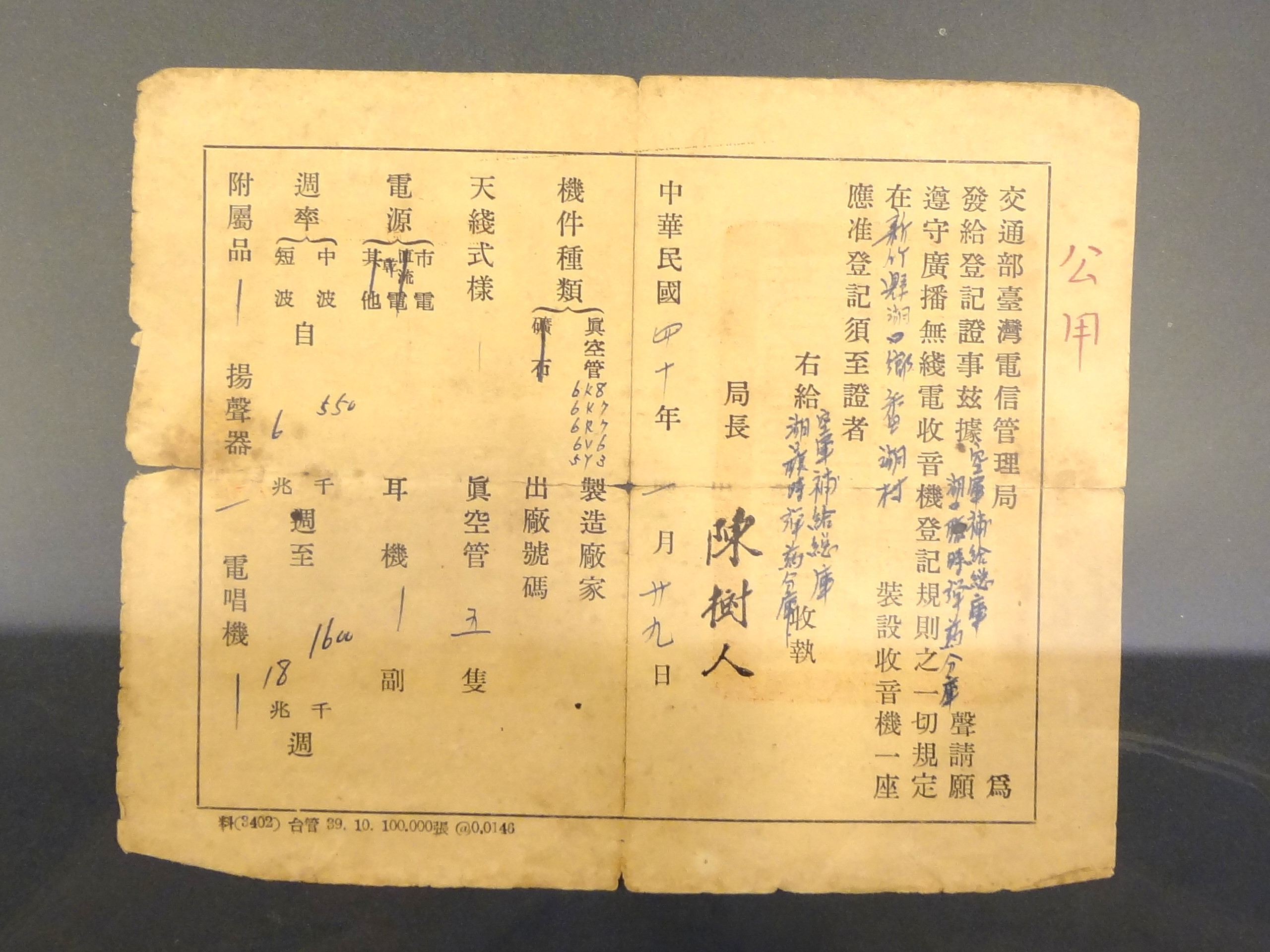
1951年交通部臺灣電信管理局廣播無線電收音機登記證

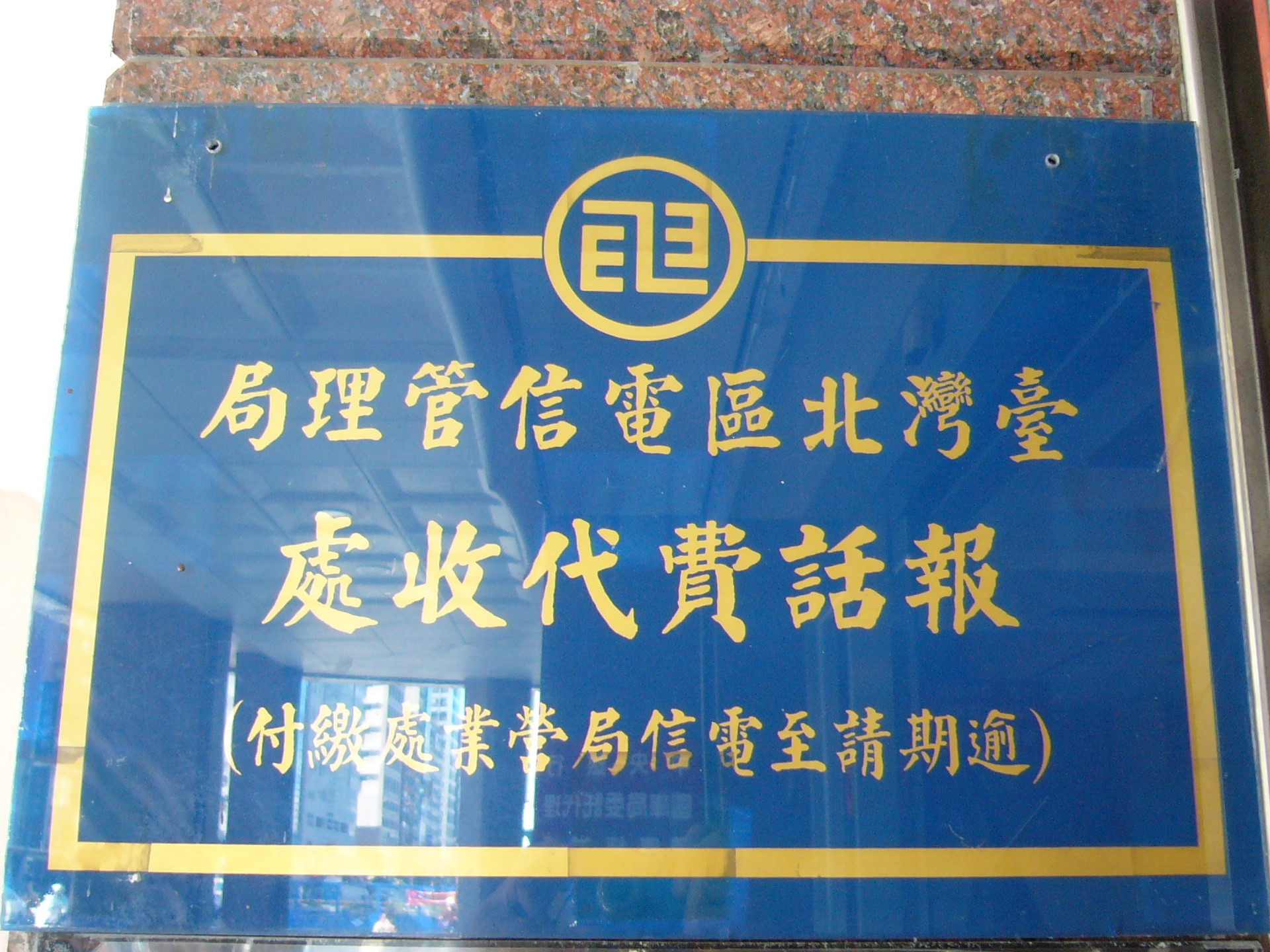
臺灣北區電信管理局報話費代收處標示牌，圓形圖案為交通部電信總局局徽

1906年11月6日（光緒32年9月20日），清廷成立郵傳部管理全國郵政、船政、鐵路、電政事務，郵傳部下設「電政局」掌理全國電政。1912年，中華民國建立，郵傳部改為交通部，裁撤位於上海的電政總局；原電政總局轄下各電政局由新設的「交通部電政司」管理，兼管公、民營電氣事業；各省則設電政監督，統轄各電信局。1927年，國民革命軍北伐完成，國民政府定都南京，交通部於上海增設全國電政總局。1928年，因業務重疊，全國電政總局被裁併入交通部電政司，分全國電政管理局為21處。1943年，交通部電政司改組為「交通部郵電司」。
1932年6月12日，國民政府公布《交通部電信總局組織條例》，成立交通部電信總局；電信總局成立後，交通部郵電司負責全國電信行政設計事項，電信總局負責全國電信業務執行。1945年11月1日，台灣省行政長官公署交通處成立「郵電管理委員會」，接管台灣郵政及電信業務。1945年12月，電信總局隨國民政府還都南京，並接收復員區的電信業務。1946年1月，交通部在電信總局下，除國際電台外，分全國為9個電信區，每個電信區設1個「電信管理局」，下設電信局，並於報話特繁之都市另設特等電信局，分別管轄各該電信區域或辦理當地之國內或國際電信業務。台灣郵政及電信業務同時劃歸交通部接辦。1946年5月5日，交通部成立「台灣郵電管理局」，試行郵電合辦，但結果不理想。
| 局別             | 管轄區域           | 局址       |
| ---------------- | ------------------ | ---------- |
| 第一區電信管理局 | 陝、豫             | 西安       |
| 第二區電信管理局 | 蘇、浙、皖         | 南京       |
| 第三區電信管理局 | 湘、鄂、贛         | 漢口       |
| 第四區電信管理局 | 川、康、藏         | 重慶       |
| 第五區電信管理局 | 滇、黔             | 昆明       |
| 第六區電信管理局 | 粵、桂、閩         | 廣州       |
| 第七區電信管理局 | 冀、魯、晉、察、綏 | 北平       |
| 第八區電信管理局 | 甘、寧、青         | 蘭州       |
| 第九區電信管理局 | 東北九省及熱河     | 瀋陽       |
| 新疆電信管理局   |                    | 迪化       |
| 臺灣郵電管理局   |                    | 台北       |
| 南京電信局       |                    | 南京       |
| 上海電信局       |                    | 上海       |
| 天津電信局       |                    | 天津       |
| 北平電信局       |                    | 北平       |
| 武漢電信局       |                    | 漢口       |
| 重慶電信局       |                    | 重慶       |
| 國際電台         |                    | 上海、重慶 |

1949年4月1日，交通部核准台灣郵電管理局分拆為「台灣郵政管理局」及「台灣電信管理局」，台灣電信管理局直屬於交通部電信總局，台灣郵政管理局則直屬於交通部郵政總局。
中央政府全面遷台後，1950年1月，電信總局遷往臺北縣三重市（今新北市三重區），下轄「台灣電信管理局」、「台北國際電台」及「電波研究所」。1953年8月12日，電信總局自台北縣三重市遷往台北市中正路1826號（今台北郵局）。1968年，電信總局遷往台北市愛國東路31號。1969年5月1日，電波研究所改組為「電信研究所」（今中華電信研究院）。1969年7月1日，台北國際電台改組為「國際電信局」。1969年12月24日，電信總局「電信技術訓練中心」升格改組為「電信訓練所」。1981年1月23日，《交通部電信總局組織條例》及《交通部電信總局所屬分區電信管理局組織通則》修正公布。1981年5月1日，電信總局裁撤「台灣電信管理局」、「國際電信局」、「台北電話局」、「台北長途電信局」、「台中電信局」及「高雄電信局」，改設「台灣北區電信管理局」、「台灣中區電信管理局」、「台灣南區電信管理局」、「國際電信管理局」及「長途電信管理局」，同時新設立「數據通信所」專責辦理數據通信業務。
為提升電信產業的競爭力與服務品質，交通部從1980年代後期開始推動「電信自由化」措施，其中最重要的是電信事業開放市場競爭。1996年1月16日，立法院三讀通過攸關電信事業開放的「電信三法」（《電信法》修正案、《交通部電信總局組織條例》修正案、《中華電信股份有限公司條例》）；電信三法於同年2月5日總統令公布施行。1996年7月1日，電信總局依據電信三法，將其營運部門分割成立中華電信，至此電信總局僅專責電信事業的管理監督，但同時增加無線電波（含電視與電台廣播）之監理工作；同日，電信總局遷往台北市濟南路二段16號。
1999年12月29日，電信總局與中華民國電腦學會共同捐助成立台灣網路資訊中心。
2004年6月20日，電信總局為配合行政院新聞局輔導地下電台合法化計畫，提出三項頻率釋出方案，不開放申設全國性大功率電台，僅開放小功率電台、或小功率及中功率電台搭配開放，預計最多可成立181家新電台。
2006年2月22日，國家通訊傳播委員會（NCC）成立，電信總局同時解散，國家通訊傳播委員會全面接收電信總局原有的業務、單位與人員。2007年7月4日，總統令，公布廢止《交通部電信總局組織條例》。